# 한신 고속도로 2호 요도가와사간선
한신 고속도로 2호 요도가와사간 선(일본어: 阪神高速2号淀川左岸線)은 오사카부 오사카시 고노하나구의 한신 고속도로 5호 만안선 홋코 분기점에서 오사카부 가도마시 미쓰시마섬의 가도마 분기점까지 이르는 총 연장 5.6 km의 거리를 가진 한신 고속도로의 노선이기도 하다. 현재 에비에 분기점의 이동 지역으로부터는 사업이 진행되고 있는 상태이다.

## 도로명의 명칭
- 오사카시도 고속도로 요도가와사간 선 : 홋코JCT - 도요사키 출입구
- 일반 국도 1호선 (요도가와사간 선의 연신부) : 도요사키 출입구 - 가도마JCT

## 연혁
- 1994년 4월 28일 : 홋코 분기점에서 시마야 출입구 사이의 구간을 먼저 개통시킴.
- 2001년 2월 26일 : 유니버설시티 출구가 정식으로 개통되고, 동년 3월 30일에는 시마야히가시 입구가 개통시켰음.[1]
- 2011년 9월 29일 : 공사중이었던 쇼렌지강(일본어판)의 물줄기가 터널 내부로 유입되는 사고가 발생, 이에 따라 시마야히가시 입구가 동년 12월 1일부로 폐지.
- 2013년 2월 21일 : 시마야 출입구 - 에비에JCT 사이의 구간에 대한 개통 일시 및 나들목 명칭이 발표되며, 동년 5월 25일 정식으로 개통.
- 2016년 11월 : 요도가와사간 선의 연신부의 노선 계획이 사실상 결정됨.

## 노선 개황

### 차선 및 최고 속도
| 구간              | 차선 양 방향=상행선+하행선 | 속도 제한 |
| ----------------- | -------------------------- | --------- |
| 홋코JCT-에비에JCT | 4=2+2                      | 50km/h    |

### 도로 시설
- 쇼렌지가와 터널 (시마야 출입구 - 에비에JCT 사이의 구간, 구간 연장은 3.6 km)

### 교통량
※ 24시간 교통량을 기준으로 산출되며, 도로교통 센서스의 통계 수치로 봐야 함.
| 구간                                | 2005년           | 2010년           | 2015년 |
| ----------------------------------- | ---------------- | ---------------- | ------ |
| 홋코JCT - 유니버설시티 출구         | 16,062           | 13,796           | 19,749 |
| 유니버설시티 출구 - 시마야 출입구   | 16,062           | 6,979            | 19,749 |
| 시마야 출입구 - 쇼렌지가와 출입구   | 조사 당시 미개통 | 조사 당시 미개통 | 6,383  |
| 쇼렌지가와 출입구 - 오히라키 출입구 | 조사 당시 미개통 | 조사 당시 미개통 | 4,525  |
| 오히라키 출입구 - 에비에JCT         | 조사 당시 미개통 | 조사 당시 미개통 | 7,303  |

(출처 : "平成22年度道路交通センサス"·"平成27年度全国道路・街路交通情勢調査" (일본 국토교통성 홈페이지)의 일부 데이터를 발췌하여 작성)

## 지리

### 접속하고 있는 고속도로
- 한신 고속도로 5호 만안선 : 홋코 JCT에서 접속
- 한신 고속도로 3호 고베 선 : 에비에 JCT에서 접속